# Melanthios (Sohn des Dolios)
Melanthios (altgriechisch Μελάνθιος Melánthios) oder Melantheus (Μελανθεύς Melantheús, lateinisch Melanthius) ist eine Person der griechischen Mythologie.
In Homers Odyssee, die beide Namensformen kennt, war Melanthios der Sohn des Dolios und Bruder der Melantho. Während Dolios den Odysseus bei dessen Heimkehr freudig begrüßte, hielten es Melanthios und seine Schwester mit den Freiern der Penelope, obgleich diese Melantho wie eine Tochter aufgenommen hatte. Melanthios, der als Ziegenhirt für Odysseus arbeitete, versorgte die Freier mit den besten Tieren seiner Herde. Als Odysseus nach Ithaka zurückgekehrt war und noch unerkannt in der Stadt sich aufhielt, verspottete ihn Melanthios heftig.
Im sich später entwickelnden Kampf des Odysseus gegen die Freier war Melanthios beständig damit beschäftigt, den Freiern frische Waffen, die er aus dem Haus zusammentrug, zukommen zu lassen. Als er endlich gestellt wurde, band man ihm die Hände auf den Rücken und hängte ihn über Nacht an einem Balken auf. Sein weiteres Schicksal war grausam: Am nächsten Morgen holten sie Melanthios vom Balken, schnitten ihm zunächst Nase und Ohren ab, kastrierten ihn dann und hieben ihm anschließend Hände und Füße ab.